# Powiat polkowicki
Powiat polkowicki är ett politiskt och administrativt distrikt (powiat) i sydvästra Polen, tillhörande Nedre Schlesiens vojvodskap. Huvudort och största stad är Polkowice. Befolkningen uppgick till 61 654 invånare i juni 2010.

## Kommunindelning
Distriktet indelas i sex kommuner, varav tre stads- och landskommuner och tre landskommuner.
| Stads- och landskommuner - Chocianów - Polkowice - Przemków Landskommuner - Gaworzyce - Grębocice - Radwanice | Karta med kommunindelning |